# Gilbert Hitchcock
Gilbert Hitchcock (Omaha, 1859. szeptember 18. – Omaha, 1934. február 3.) az Amerikai Egyesült Államok szenátora (Nebraska, 1911–1923).